# Targhe d'immatricolazione dell'Etiopia

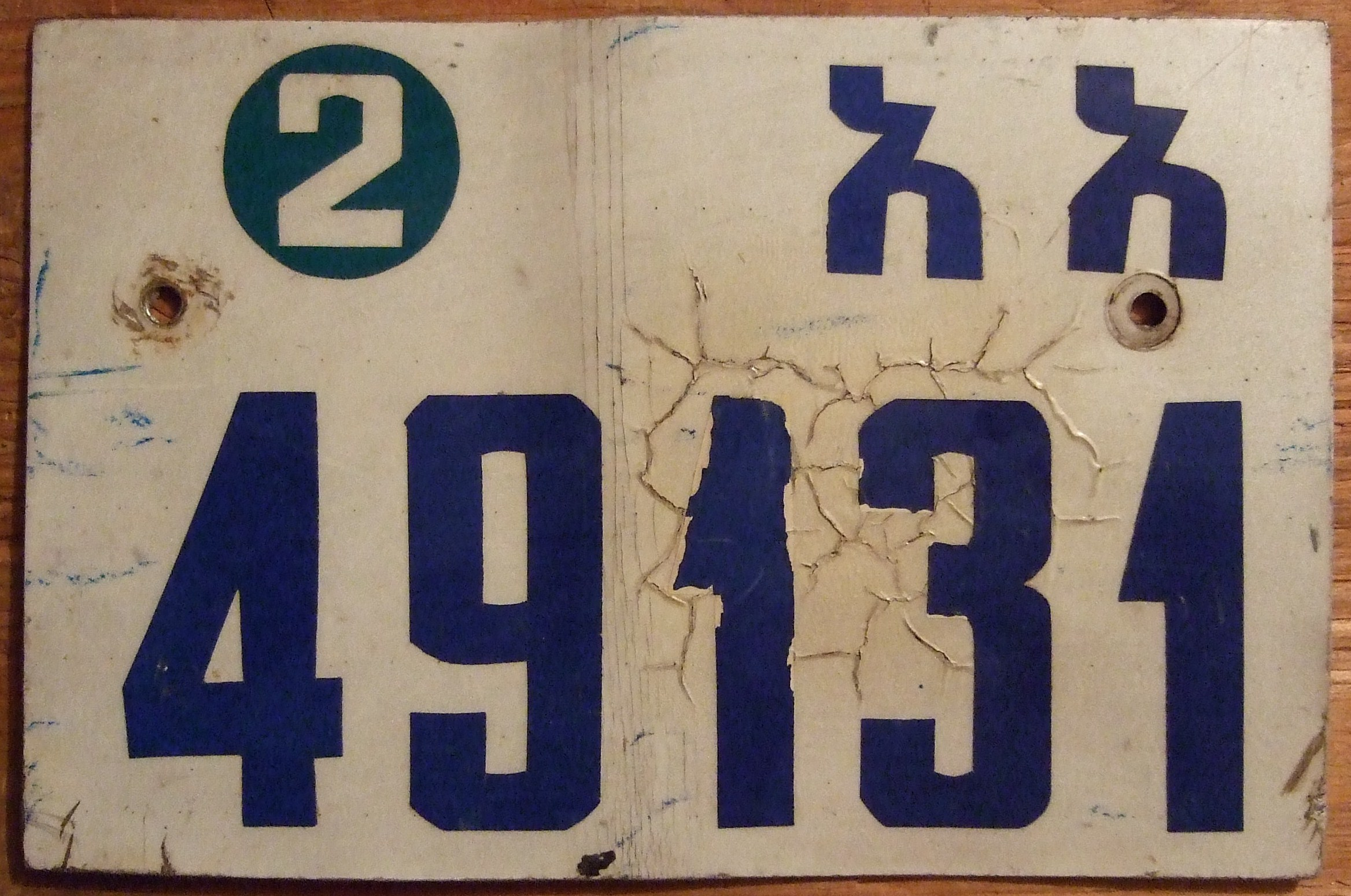
Targa posteriore su due linee (formato 1983-2002) di un veicolo privato di Addis Abeba

L'Etiopia richiede ai suoi abitanti di apporre sui propri veicoli a motore delle targhe d'immatricolazione, che dal 2002 recano un ologramma adesivo di sicurezza anteposto alla numerazione.

## Formato introdotto nel 2002

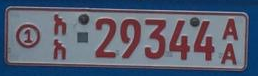
Targa di un taxi di Addis Abeba

- Le targhe con caratteri blu e un 2 cerchiato come prima cifra sono assegnate a veicoli di proprietari privati
- Le targhe con caratteri verdi e un 3 cerchiato come prima cifra sono assegnate ai veicoli commerciali, inclusi i rimorchi
- Le targhe con caratteri rossi e un 1 cerchiato come prima cifra sono destinate ai taxi
- Le targhe con caratteri neri e un 4 cerchiato come prima cifra sono riservate ai veicoli di autorità
- Le targhe con caratteri arancioni e un 5 cerchiato come prima cifra sono riservate alle organizzazioni internazionali presenti nel Paese
- Le targhe con caratteri neri su fondo giallo sono destinate agli automezzi della Polizia

La regione o città autonoma in cui il veicolo è stato immatricolato è identificata da due lettere della lingua Ge'ez allineate in verticale tra il numero cerchiato e la numerazione e dalle lettere corrispondenti dell'alfabeto latino, anch'esse allineate verticalmente, a destra delle cifre, secondo il seguente schema:
- Addis Abeba - AA
- Afar - AF
- Amara - AM
- Benishangul-Gumuz - BG
- Dire Daua - DR
- Gambella - GM

- Harar - HR
- Nazioni, Nazionalità e Popoli del Sud - SP
- Oromia - OR
- Somali - SM
- Tigrè - TG

Le lettere ET (che stanno per Ethiopia) identificano le vetture della Polizia e delle autorità, DF i mezzi delle Forze di difesa nazionale (Defense Force), UN quelli delle Nazioni Unite, AO i veicoli di organizzazioni umanitarie (Aid Organizations) e AU quelli dell'Unione africana (African Union).

## 1983-2002

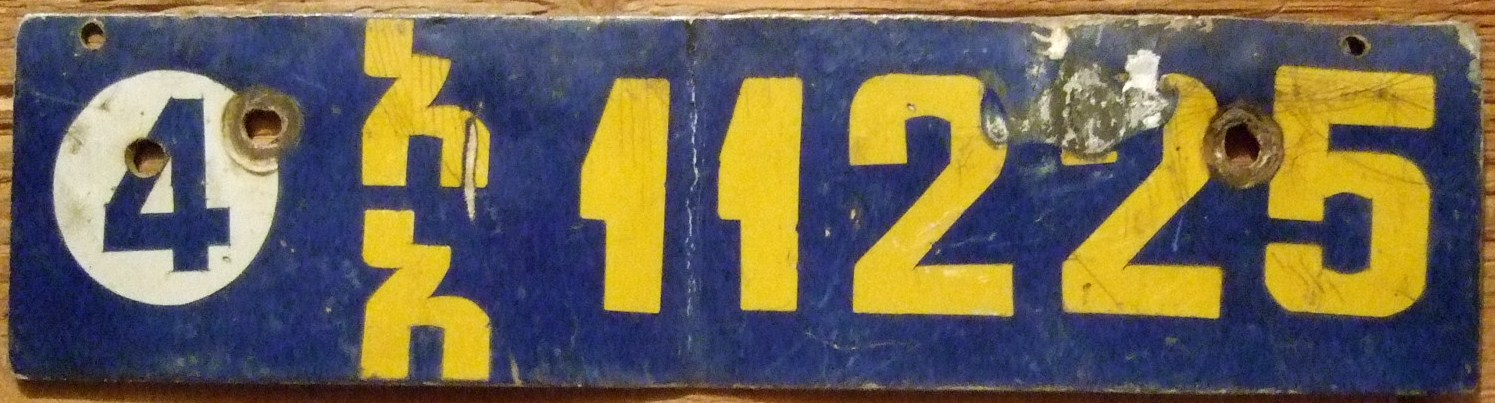
Formato per veicoli governativi (anni Ottanta)

- Le targhe con caratteri blu e un 2 bianco inscritto in un cerchio verde come prima cifra erano assegnate a veicoli di proprietari privati
- Le targhe verdi con caratteri grigio argento e un 3 inscritto in un cerchio bianco come prima cifra erano assegnate ai veicoli commerciali
- Le targhe rosse con caratteri bianchi e un 1 inscritto in un cerchio bianco come prima cifra erano destinate ai taxi
- Le targhe blu con caratteri gialli e un 4 inscritto in un cerchio bianco come prima cifra erano riservate ai veicoli di autorità
- Le targhe arancioni con caratteri blu e un 5 inscritto in un cerchio blu come prima cifra erano riservate alle organizzazioni internazionali presenti nel Paese

Due lettere della lingua Ge'ez allineate in verticale tra il numero cerchiato e la numerazione identificavano il capoluogo di regione o la città autonoma in cui il veicolo era stato immatricolato.

## 1942-1983

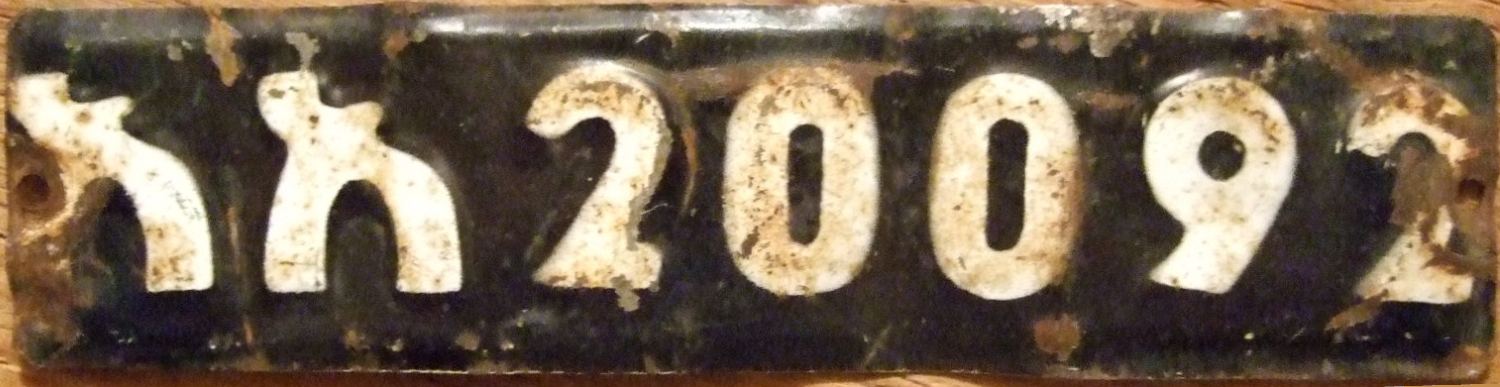
Targa emessa negli anni Cinquanta

Dal 1942 al 1983 le targhe standard erano nere con caratteri bianchi, come quelle del periodo coloniale, ma le lettere erano quelle dell'alfabeto Ge'ez e non era più impresso il riquadro AOI (vd. infra).

## Africa italiana (1913-1942)

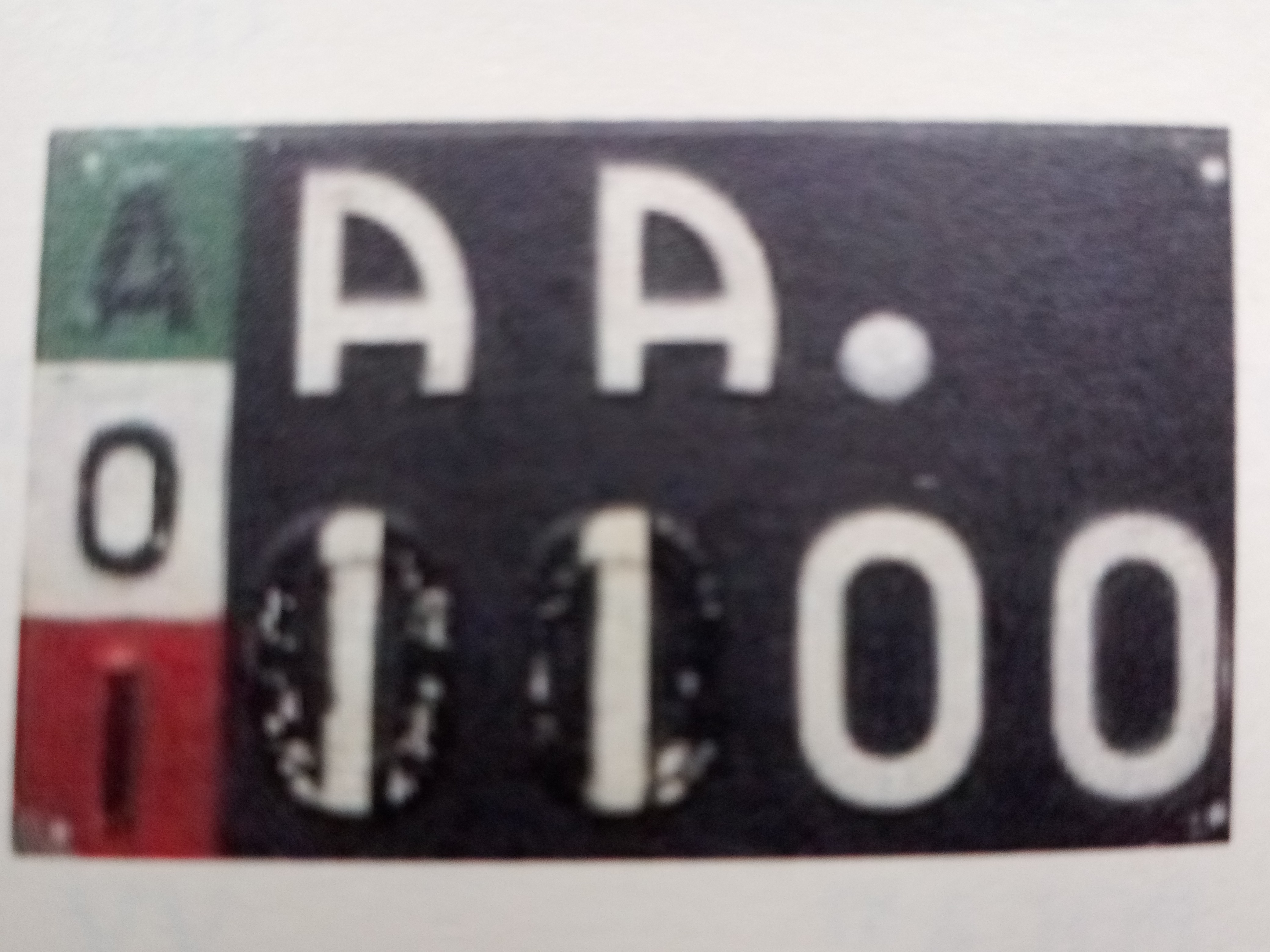
Targa posteriore di un autoveicolo del governatorato di Addis Abeba (1936-novembre 1938)

Le prime targhe emesse in Etiopia, dal 1913 alla fine degli anni '20, erano rettangolari, a fondo bianco e con il nome o le iniziali della colonia in rosso seguito dal numero di targa, su un'unica riga, ma la documentazione su questo formato è frammentaria. Successivamente, fino al 1935, le colonie italiane utilizzarono targhe bianche su nero con un codice coloniale sulla prima riga, e una numerazione fino a cinque cifre sulla seconda riga. I numeri, in rilievo, erano assegnati in serie e le targhe erano di metallo, con il bollino del fascio littorio.
Tra il 1936 e gli ultimi mesi del 1941 esisteva un governatorato italiano in Etiopia e in quegli anni venne introdotto un nuovo tipo di targa italiana. Il formato era simile al precedente, ma aveva tre riquadri in alto a sinistra, di colore verde (in alto), bianco (al centro) e rosso (in basso), come la bandiera italiana, con all'interno, nere e allineate in verticale,  le lettere AOI iniziali di Africa Orientale Italiana. Le targhe anteriori assomigliavano a quelle italiane, poiché erano più piccole e solo a volte avevano il riquadro colorato come quelle posteriori.
Le sigle automobilistiche utilizzate per indicare le aree di immatricolazione corrispondenti erano:
- AA - Addis Abeba
- AM, AR - Amara
- ER[3] - Eritrea
- GS - Galla e Sidama

- HA - Harar
- MA - Massaua
- SC - Scioa

### Codici speciali

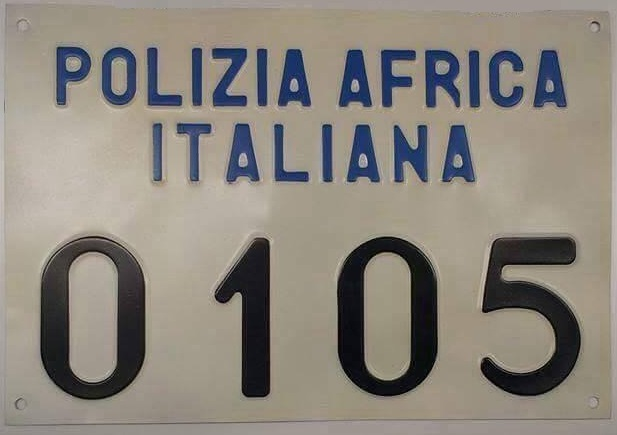
Targa posteriore per automezzi della PAI (primo tipo)

Le prime targhe per i mezzi della Polizia, emesse da marzo 1938 al 1939, riportavano prima della numerazione a quattro cifre nere la dicitura "POLIZIA COLONIALE" di colore azzurro e su doppia riga.
Nel 1939, in concomitanza con il cambiamento del nome del Corpo, i colori rimasero gli stessi ma la scritta venne modificata in "POLIZIA AFRICA" sulla riga superiore e "ITALIANA" su quella centrale, mentre sulla linea inferiore era posizionata la numerazione. Successivamente venne introdotto un nuovo formato con le cifre e tutte e tre le parole di colore rosso. In un terzo momento queste targhe ebbero solo le lettere PAI rosse, mentre le cifre sottostanti erano nuovamente nere.
Nello stesso periodo vennero emessi anche i seguenti codici speciali:
- Governo ER - Governo dell'Eritrea (1930-1941)
- MNFAO - Milizia nazionale forestale dell'Africa Orientale Italiana (1936-1941)
- SR - Servizio vicereale dell'Africa Orientale Italiana (1937-1941)[4]